# Panacela fuscocervina
Panacela fuscocervina är en fjärilsart som beskrevs av Embrik Strand. Panacela fuscocervina ingår i släktet Panacela och familjen Eupterotidae. Inga underarter finns listade i Catalogue of Life.